# Gäddtjärnen (Bodsjö socken, Jämtland, 695104-146414)
Gäddtjärnen är en sjö i Bräcke kommun i Jämtland och ingår i Ljungans huvudavrinningsområde.